# Ian Britton
Ian Britton (Dundee, 19 maggio 1954 – 31 marzo 2016) è stato un allenatore di calcio e calciatore scozzese, di ruolo centrocampista.

## Carriera

### Giocatore
Dopo aver giocato nelle giovanili dei dilettanti dell'Hillside Rangers, nell'estate del 1971 si trasferisce in Inghilterra al Chelsea: qui, dopo una stagione trascorsa nelle giovanili, nella stagione 1972-1973, all'età di 18 anni, esordisce tra i professionisti, nella prima divisione inglese, categoria in cui gioca fino al termine della stagione 1974-1975, conclusasi con una retrocessione in seconda divisione. A seguito della retrocessione inizia a giocare con continuità, andando a formare con i giovani compagni di squadra Ray Wilkins, Steve Finnieston e Tommy Langley l'intelaiatura della squadra che al termine della stagione 1976-1977 conquista la promozione in prima divisione. Dopo un ulteriore biennio in massima serie, al termine della stagione 1978-1979 il club retrocede nuovamente in seconda divisione, categoria in cui Britton continua a giocare fino al termine della stagione 1981-1982.
Nell'estate del 1982, al termine della sua decima stagione consecutiva in prima squadra, dopo complessive 289 presenze e 34 reti in partite ufficiali (di cui 269 presenze e 33 reti in partite di campionato), viene ceduto al Dundee Utd, club della sua città natale, con cui nella stagione 1982-1983 vince il campionato scozzese (il primo nella storia del club) realizzando una rete in 10 presenze. Dopo una sola stagione lascia però i Terrors per trasferirsi all'Arbroath: dopo sole 2 presenze nella prima divisione scozzese viene però ceduto (prima in prestito per un mese e subito dopo a titolo definitivo) al Blackpool, club della quarta divisione inglese. Qui al termine della stagione 1984-1985 conquista una promozione in terza divisione, categoria nella quale milita nella stagione 1985-1986, al termine della quale dopo complessive 106 presenze e 15 reti in partite di campionato viene ceduto al Burnley, club di quarta divisione, con cui trascorre un triennio giocando da titolare in questa categoria per complessive 108 presenze e 10 reti in partite di campionato. Gioca infine un'ultima annata con i semiprofessionisti del Morecambe, per poi ritirarsi nel 1990, all'età di 36 anni.

### Allenatore
Dal 1996 al 1998 ha allenato i semiprofessionisti del Nelson, nella North West Counties League.

## Palmarès

### Giocatore

#### Competizioni nazionali
- Campionato scozzese: 1

Dundee United: 1982-1983

### Allenatore

#### Competizioni nazionali
- North West Counties League Division Two Trohpy: 1

Nelson: 1996-1997